# Hemmelsdorfer See
Hemmelsdorfer See – jezioro w Niemczech, w kraju związkowym Szlezwik-Holsztyn. Powierzchnia tego jeziora wynosi około 4,5 km².